# Pouldreuzic
Pouldreuzic (bretonisch Pouldreuzig) ist eine französische Gemeinde im Département Finistère mit 2128 Einwohnern (Stand 1. Januar 2022).

## Lage
Der Ort befindet sich im Südwesten der Bretagne nahe der Atlantikküste. Quimper liegt 19 Kilometer östlich und Brest 50 Kilometer nördlich.
Zur Gemeinde gehören diverse Dörfer und Weiler wie Labadan, Mesmeur und Penhors.

## Geschichte
Zu Beginn des 20. Jahrhunderts wurde die Fischkonservenfabrik Hénaff des Unternehmers Jean Hénaff zum wichtigsten Arbeitgeber.

## Verkehr
Bei Quimper befinden sich die nächsten Abfahrten an der Schnellstraße E 60 (Brest–Nantes) und ein Regionalbahnhof an der überwiegend parallel verlaufenden Bahnlinie.
Der Bahnhof von Brest ist Endpunkt des TGV Atlantique nach Paris und die Flughäfen Aéroport de Brest Bretagne nahe Brest und Aéroport de Lorient Bretagne Sud bei Lorient sind die nächsten Regionalflughäfen.

## Bevölkerungsentwicklung
| Jahr                       | 1962 | 1968 | 1975 | 1982 | 1990 | 1999 | 2006 | 2016 |
| Einwohner                  | 2278 | 2232 | 2141 | 2024 | 1854 | 1814 | 1814 | 2156 |
| Quellen: Cassini und INSEE |      |      |      |      |      |      |      |      |

## Sehenswürdigkeiten
- Gotische Wallfahrtskapelle Notre-Dame im Ortsteil Penhors.
- Pfarrkirche St-Faron
- Kirche St-Paban im Ortsteil Lababan

|  |  |

Siehe auch: Liste der Monuments historiques in Pouldreuzic